# Cyphoderinae
Sous-famille
Les Cyphoderinae sont une sous-famille de collemboles de la famille des Lepidocyrtidae.

## Liste des genres
Selon Checklist of the Collembola of the World (version du 28 août 2019) :
- Cyphoderini Börner, 1906
  - Calobatinus Silvestri, 1918
  - Cephalophilus Delamare Deboutteville, 1948
  - Cyphoda Delamare Deboutteville, 1948
  - Cyphoderinus Denis, 1942
  - Cyphoderodes Silvestri, 1910
  - Cyphoderus Nicolet, 1842
  - Delamarerus Mitra, 1976
  - Megacyphoderus Delamare Deboutteville, 1948
  - Mimoderus Yoshii, 1980
  - Paracyphoderus Delamare Deboutteville, 1948
  - Pseudocyphoderus Imms, 1912
  - Serroderus Delamare Deboutteville, 1948
  - Troglobius Palacios-Vargas & Wilson, 1990
- Paronellini Börner, 1906
  - Campylothorax Schött, 1893
  - Cyphoderopsis Carpenter, 1917
  - Paronella Schött, 1893
  - Troglopedetes Absolon, 1907
  - Trogolaphysa Mills, 1938

## Publication originale
- Börner, 1906 : Das System der Collembolen nebst Beschreibung neuer Collembolen des Hamburger Naturhistorischen Museums. Jahrbuch der Hamburgischen Wissenschaftlichen Anstalten, vol. 23, no 2, p. 147-186 (texte intégral).